# Proconsul major
Proconsul major, is een uitgestorven primaat uit geslacht Proconsul en was mogelijk een voorouder van Afropithecus.
Proconsul major leefde gedurende het vroeg Mioceen in de omgeving van Moroto, Uganda.